# Villa Cadorin Soldi
Villa Cadorin Soldi è una villa veneta di San Fior, ubicata in località Borgo Canè, lungo il torrente Codolo.

## Storia
Villa Cadorin Soldi da casa contadina fu trasformata, nel XIX secolo, in casa signorile, per volontà dell'abate ed erudito Giuseppe Cadorin, di famiglia dedita al commercio del legname originaria di Lorenzago di Cadore. All'inizio del secolo successivo, per via matrimoniale, la struttura e il suo ampio parco passarono ai Soldi, che ne rimasero proprietari fino a tutto il XX secolo.
Attualmente in stato di trascuratezza, la villa è ancora privata, dopo essere stata messa all'asta nel 2009 e nel 2012.

## Descrizione
Villa Soldi conta più componenti: un edificio padronale, un annesso rurale, la masseria e una cappella gentilizia.

### Villa e annessi

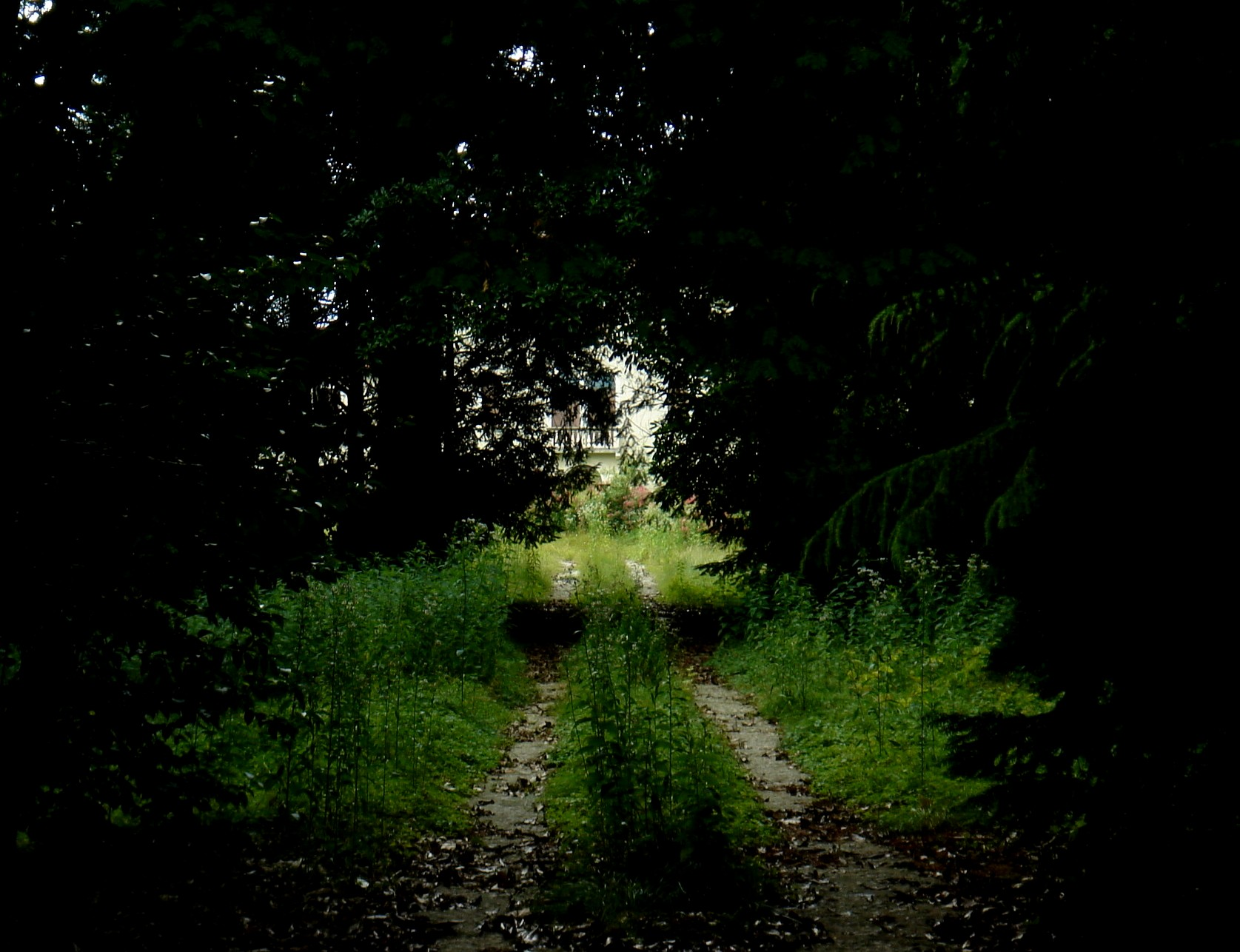
La facciata della villa tra le fronde del parco in abbandono

Il palazzo padronale è un edificio a pianta rettangolare, caratterizzato da una facciata simmetrica, la cui forometria evidenzia i tre livelli; centralmente al piano nobile, sopra il portale d'ingresso il prospetto è impreziosito dalla presenza di una bifora a tutto sesto con balaustra.
Il parco, nel quale crescono un gran numero di piante secolari, è racchiuso da un alto muro, il cui lato sud dà su borgo Canè; attualmente, causa dei rimaneggiamenti moderni, nel giardino è stata costruita una piscina.
Sul lato nord ovest del parco sorgono gli annessi e la masseria, edifici di grandi dimensioni adiacenti tra loro, un tempo centro dell'attività agricola e abitazione dei braccianti alle dipendenze della famiglia. 

Queste strutture, disposte su tre piani e aperte da monofore rettangolari, secondo i canoni dell'edilizia rurale dell'area, sono sovrastate da una caratteristica torretta merlata di gusto novecentesco, la quale, spuntando al di sopra della folta vegetazione, è l'unico elemento architettonico ben distinguibile dall'esterno.

### Cappella gentilizia

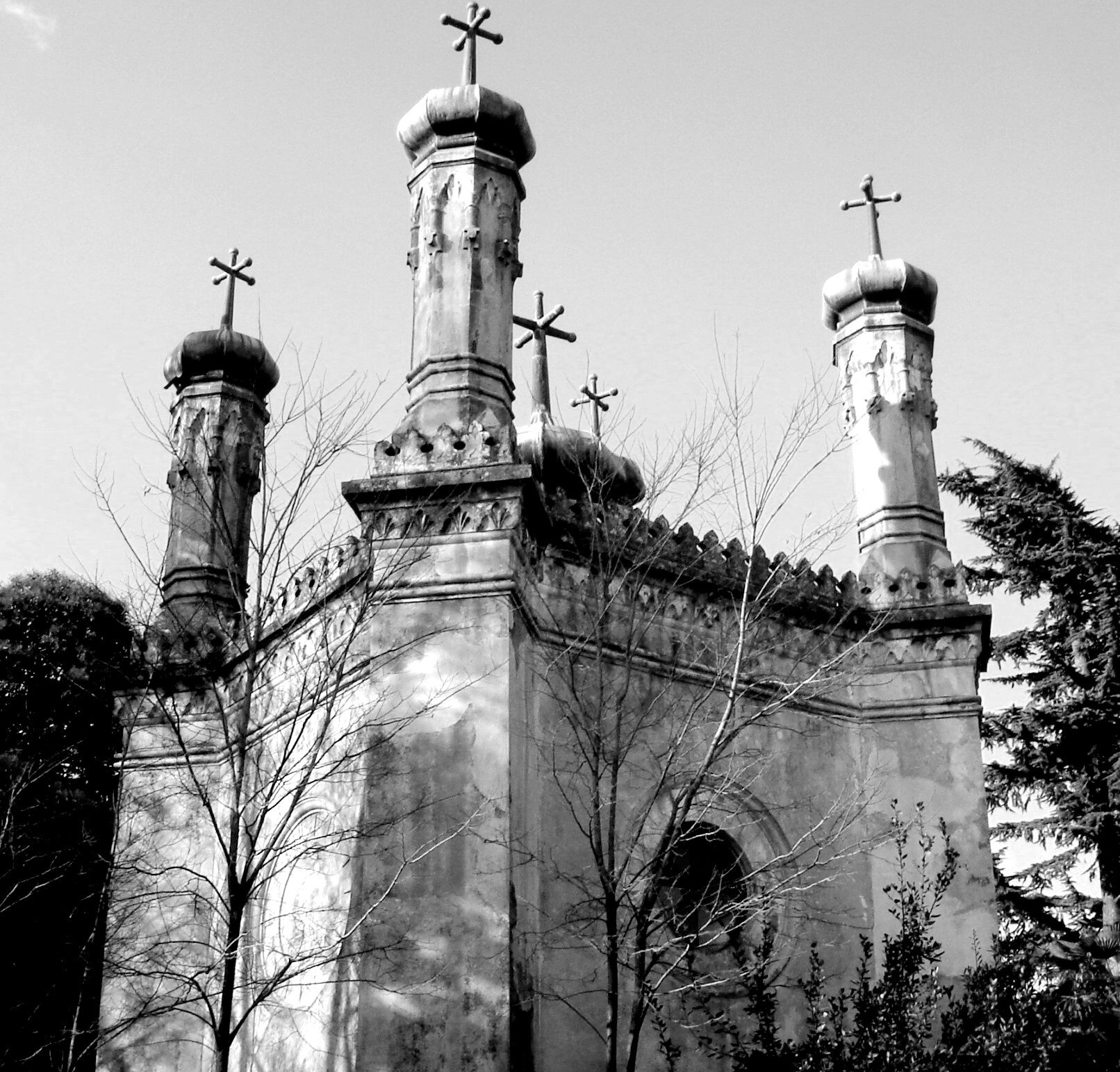
Cappella Cadorin Soldi

La cappella fu edificata, per fungere da mausoleo: all'interno, infatti, vi sono sepolti tutti i membri più illustri delle due famiglie che tra Ottocento e Novecento hanno posseduto la villa.
Immersa tra le verdi e secolari fronde del parco, la cappella si pone in dialogo con Borgo Canè attraverso un cancello.
L'edificio, spiccando al di sopra dell'alto muro di cinta, si mostra molto caratteristico per lo stile architettonico: un parallelepipedo con quattro alte guglie orientaleggianti ai lati, una la cupola bassa con lanterna al centro e la presenza di linee neogotiche.
L'interno è uno spazio di forma cilindrica: i vuoti tra parallelepipedo esterno e cilindro interno sono stati pensati per lasciare spazio ad otto loculi. Dentro l'aspetto è più sobrio ma non mancano le decorazioni: marmi policromi abbelliscono pavimento, pareti e altare, quest'ultimo sovrastato da un crocefisso ligneo a dimensioni naturali. Infine il soffitto è costituito da una cupola fintamente cassettonata da cui pende una lampada: intorno alla base della cupola, circolarmente, la scritta a grandi lettere IN CRISTO RESURRECTURIS A CRISTO REDEMPTI PRECES EFFUNDUNT.